# Ne pali svetla u sumrak
Chansons représentant la Yougoslavie au Concours Eurovision de la chanson
Neke davne zvezde
(1961) Brodovi
(1963)
Ne pali svetla u sumrak (en serbe cyrillique : Не пали светла у сумрак, « N'allume pas les lumières au crépuscule ») est une chanson écrite par Drago Britvić, composée par Jože Privšek (en) et interprétée par la chanteuse yougoslave serbe Lola Novaković.
Elle représente la Yougoslavie au Concours Eurovision de la chanson 1962 le 18 mars à Cannes.

## À l'Eurovision
La chanson est intégralement interprétée en serbo-croate, l'une des langues officielles de la Yougoslavie, comme le veut la coutume avant 1966. L'orchestre est dirigé par le compositeur de la chanson Jože Privšek.
Ne pali svetla u sumrak est la douzième chanson interprétée lors de la soirée du concours, suivant Le Retour de Jean Philippe pour la Suisse et précédant Ring-A-Ding Girl de Ronnie Carroll pour le Royaume-Uni.
À l'issue du vote, elle obtient 10 points et se classe 4e — à égalité avec Ring-A-Ding Girl de Ronnie Carroll pour le Royaume-Uni — sur 16 chansons,.